# Abri de Raymonden I
L’abri de Raymonden est un abri sous roche et un site archéologique du Paléolithique situé à Chancelade, en Dordogne, en France. Il a notamment livré une sépulture d'Homme moderne bien conservée et des vestiges datés du Magdalénien.

## Localisation
L'abri de Raymonden est situé dans le Périgord, en région Nouvelle-Aquitaine, au nord-ouest du département de la Dordogne, sur la commune de Chancelade, en bordure de la route D939 vers Brantôme, près de la source de Raymonden.

## Historique
Le site est découvert en 1874 par Maurice Féaux qui a reconnu un foyer moustérien, au-dessus duquel il a recueilli divers objets de l'industrie magdalénienne. Le 18 mars 1876, Michel Hardy commence à en fouiller l'entrée et découvre plusieurs lames de silex, mais il doit s'arrêter d'explorer la couche archéologique car il est gêné par un éboulement et la présence de gros blocs calcaires dus à l'effondrement d'un surplomb qui la protégeait. Il signale cette découverte à la Société historique et archéologique du Périgord en 1877. De nouvelles fouilles sont entreprises en 1883, mais sans succès car engagées à côté du gisement archéologique.

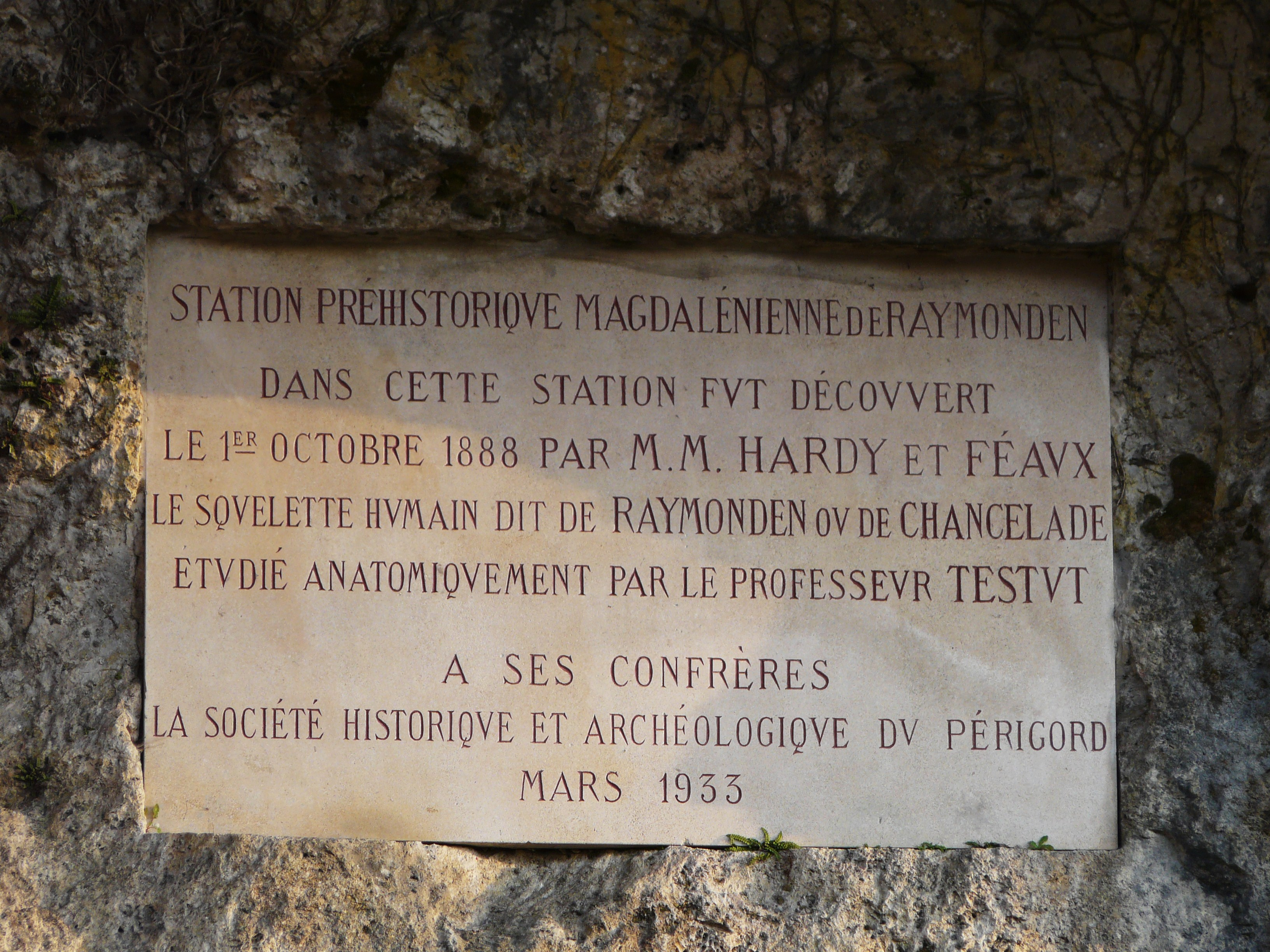
Plaque commémorative

En 1887, pour construire la chaussée d'un tramway longeant la route, les ingénieurs décident de prendre comme remblai les enrochements barrant l'accès à la couche archéologique et demandent l'autorisation au propriétaire du terrain, M. Ch. Bélingard. Les terrassiers s'attaquent au talus, mais s'ils emportent les blocs de pierre, ils détruisent aussi les foyers quaternaires, dispersant dans le remblai réalisé sur trois kilomètres outils en silex et en os, et ossements fossiles de paléofaune. Cette dégradation est découverte quelques mois plus tard par Maurice Féaux et Michel Hardy. Heureusement, cette destruction n'avait fait disparaitre qu'une faible partie du gisement préhistorique.
Maurice Féaux reprend la fouille en août, qui est continuée en septembre par Michel Hardy secondé par Maurice Féaux pour le compte du Musée d'Art et d'Archéologie du Périgord. Cette campagne a permis de découvrir en octobre 1888 la sépulture d'un chasseur de rennes, l'Homme de Chancelade. La description anatomique du squelette est faite par le docteur Léo Testut, qui en tirera une théorie sur l'origine des races humaines qui eut un certain succès à l'époque. Après cette découverte, les fouilles sont continuées par le général Savin de Larclause, commandant le 24e division militaire de Périgueux. Les fouilles continuées au nord ont montré que le gisement s'appauvrissait dans cette direction. Ces recherches sont arrêtées en mars 1890.

## Protection
Le site est classé au titre des monuments historiques le 20 août 1926.